# Södra Bergslagens pastorat
Södra Bergslagens pastorat är från 2025 ett pastorat i Östra Värmlands kontrakt i Karlstad stift i Karlskoga och Degerfors i Örebro län. 

## Namnet
Både Isof och Lantmäteriet har uttalat sig om namnet. Isof föreslog "Karlskoga pastorat" eller "Karlskoga-Degerfors pastorat", medan Lantmäteriet föreslog "Karlskoga bergslags pastorat" eller "Degerfors-Karlskoga pastorat" på grund av att församlingarna inte ligger inom ett tydligt avgränsat område.

## Historik
Pastoratet bildas 1 januari 2025 genom sammanläggning av följande församlingar:
- Degerfors-Nysunds församling
- Karlskoga församling

Pastoratskod blir 090301.
En utredning togs fram som jämförde för- och nackdelar med att slå samman församlingarna.

## Kyrkobyggnader
Inom pastoratet finns flera kyrkobyggnader, bland annat Degerfors kyrka från 1800-talet, Karlskoga kyrka från tidigt 1600-tal och Nysunds kyrka från 1700-talet.

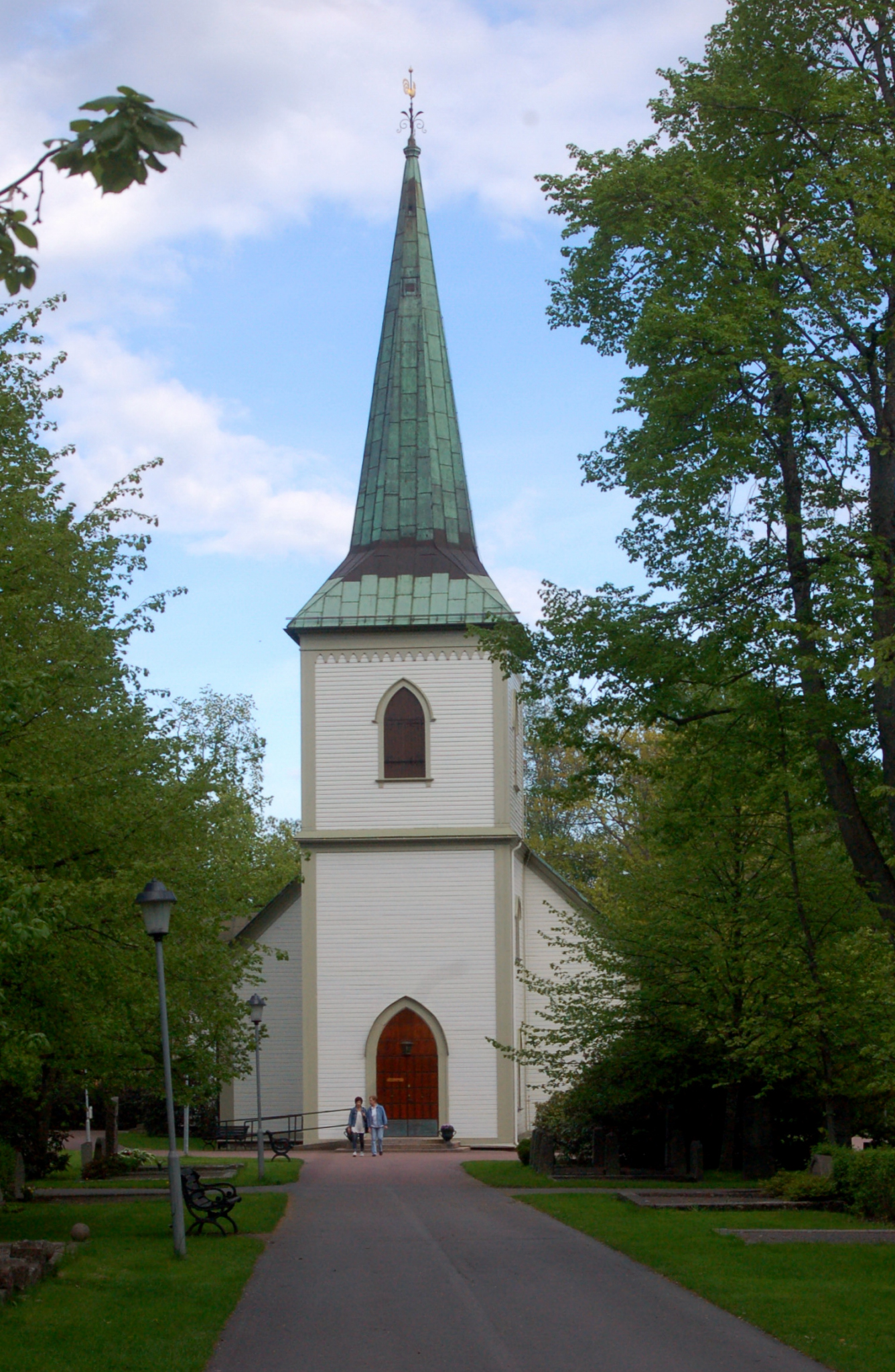
Degerfors kyrka
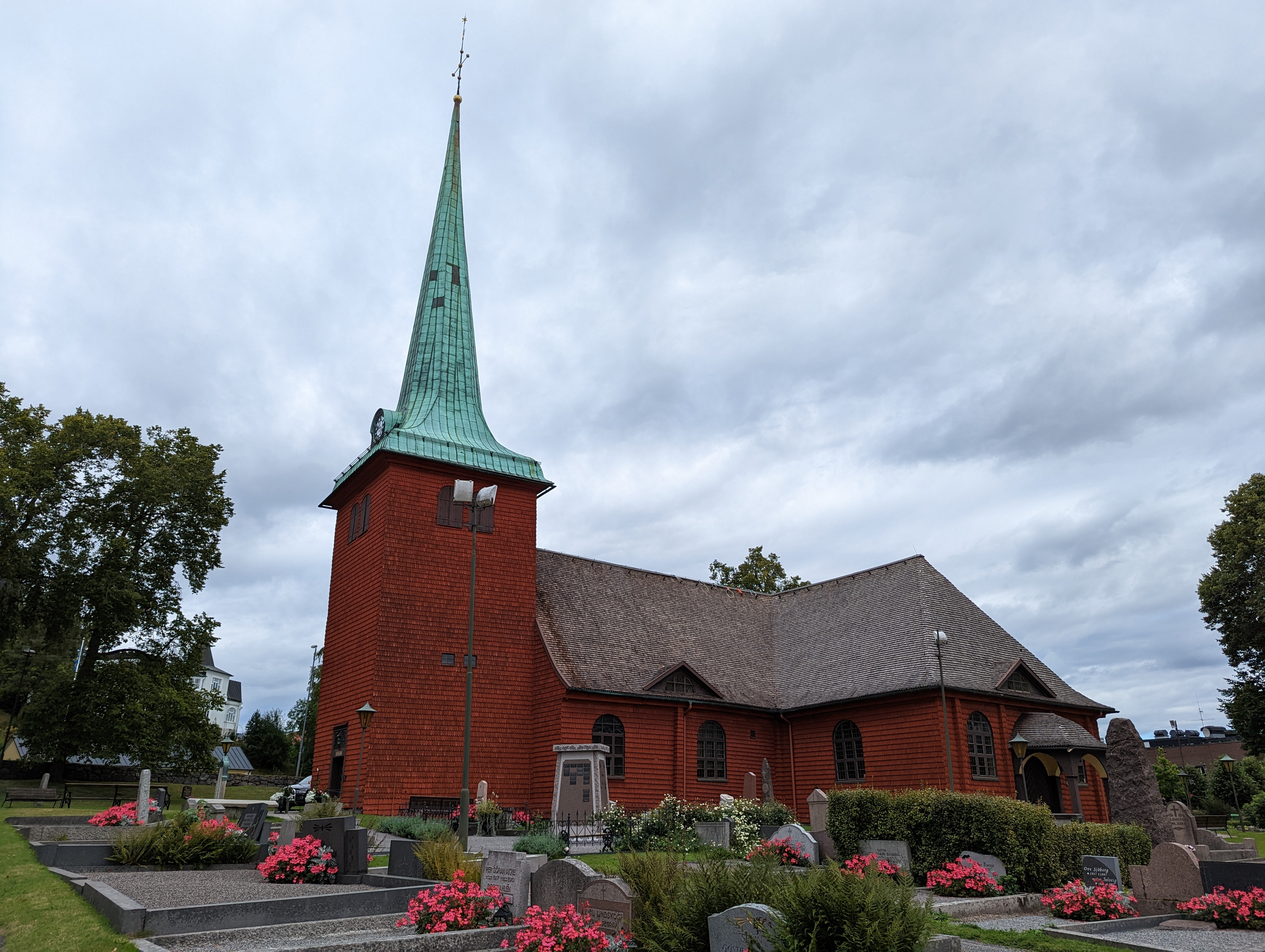
Karlskoga kyrka
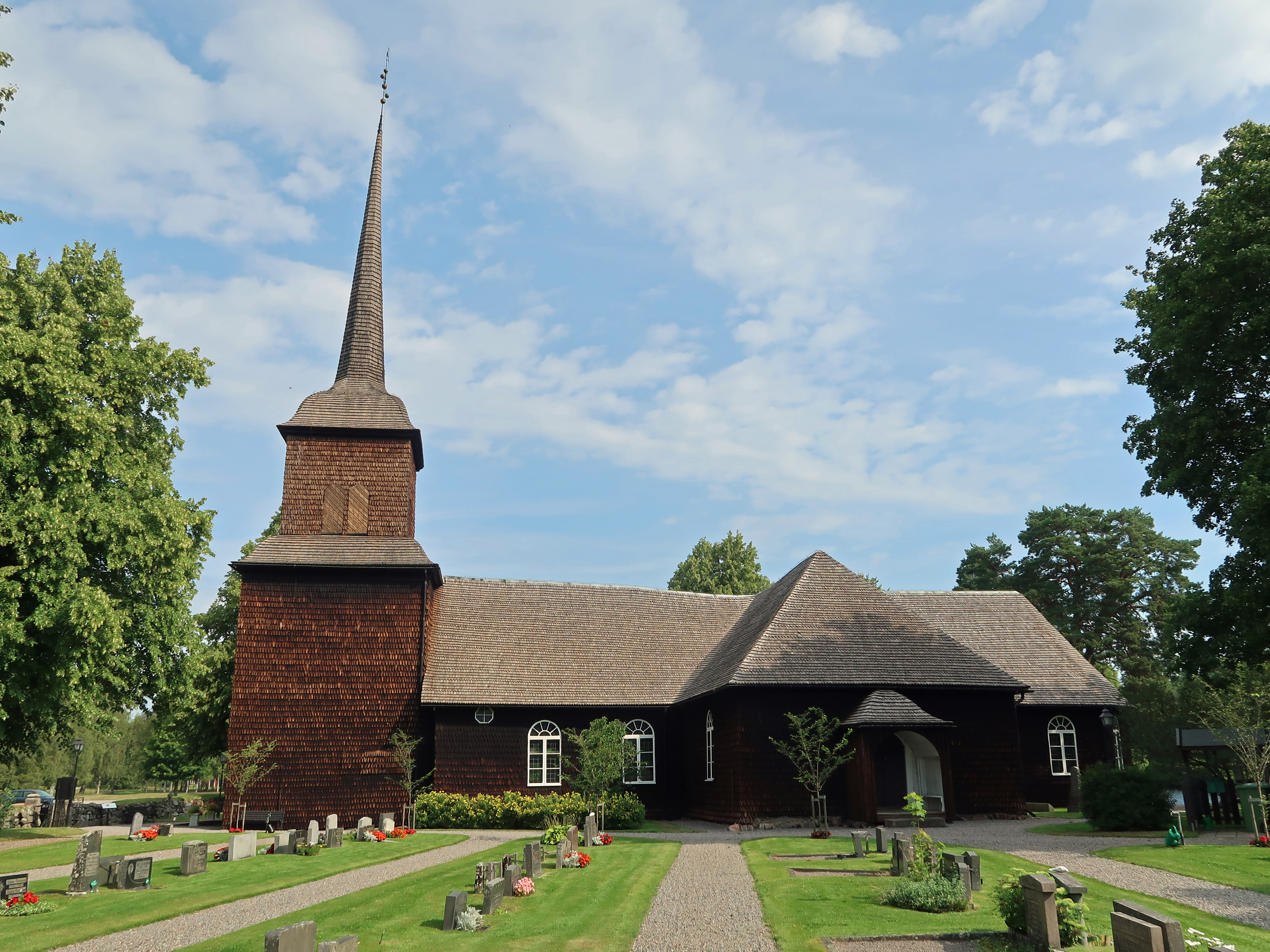
Nysunds kyrka